# Geraldo Antônio Martins
Geraldo Antônio Martins, noto semplicemente come Geraldino (Raposos, 11 gennaio 1940 – Santos, 30 marzo 2018), è stato un calciatore brasiliano, di ruolo difensore.
Terzino destro, durante la sua carriera da calciatore ha vinto diversi trofei: dopo avere conquistato un campionato Mineiro con il Cruzeiro, trova la consacrazione con la casacca del Santos di Pelé, vincendo tre titoli brasiliani, tre Paulistao, la Libertadores e l'Intercontinentale nel 1963, battendo rispettivamente Boca Juniors e Milan. Contro il Milan gioca solo la prima delle tre finali.
Tra il 1963 e il 1965 è stato anche convocato nella Seleçao, scendendo sul terreno di gioco con la maglia verdeoro in sette occasioni.

## Palmarès

### Competizioni statali
- Campionato Mineiro: 1

Cruzeiro: 1961
- Campionato paulista: 3

Santos: 1964, 1965, 1967

### Competizioni nazionali
- Taça Brasil: 2

Santos: 1963, 1964
- Campionato brasiliano: 1

Santos: 1968
- Torneo Rio-San Paolo: 1

Santos: 1963

### Competizioni internazionali
- Coppa Libertadores: 1

Santos: 1963
- Coppa Intercontinentale: 1

Santos: 1963